# A solis ortu usque ad occasum

Versió ornamentada de les armes reials d'Espanya des de Carles III a Alfons XIII, en les quals hi ha el lema

A solis ortu usque ad occasum (en llatí des de la sortida del sol fins a l'ocàs) és una expressió inspirada en el Salm 113:3 que va ser utilitzada com a lema per alguns monarques espanyols. No obstant això, alguns heraldistes, com José de Avilés e Iturbide, pensen que pot venir del Salm 49, ja que, sent una interpretació, la citada expressió no apareix ni literalment ni figurada en cap d'aquestes referències.
Aquest vers va ser incorporat com a divisa, sobre la cimera del Castell i el Lleó i al costat d'un sol, en la versió ornamentada de l'escut dels monarques espanyols de la casa de Borbó. Amb aquest element es va voler manifestar que el sol no es ponia mai en els dominis de l'Imperi Espanyol, atès que aquests abastaven tots dos hemisferis. Aquesta divisa es feu ressò de la frase cèlebre «en els meus dominis mai no es pon el sol», atribuïda al rei Felip II de Castella.
La versió ornamentada de les armes reials amb la cimera reial castellana va caure en desús al segle xix. Espanya va perdre les seves últimes possessions ultramarines el 1898, després de ser derrotada a la Guerra hispano-estatunidenca.